# Idiolect
Idiolect is het taalgebruik van één individu, iemands persoonlijke en persoonlijk-getinte taalgebruik, dat deze onderscheidt van andere gebruikers van dezelfde taal. Het woord is afgeleid van het Griekse ιδιωτης (idiootès, dat verrassend genoeg ook individu kan betekenen) en -λεκτος (-lektos, manier van spreken).

## Kerngrammatica
Bepaalde vormen van moderne grammatica hebben de ambitie alle regels van een taal te formuleren, ook die welke traditioneel bij de semantiek, de betekenisleer, onder te brengen waren. Daarbij wordt het taalgebruik wel ingedeeld in twee categorieën: de gemarkeerde categorie en de ongemarkeerde. Onder dit laatste wordt verstaan: dat wat neutraal is, aan de algemene regel beantwoordt en daarmee te verwachten, te voorspellen taalgebruik vormt. Dit wordt wel de "kerngrammatica" genoemd.

## Perifere grammatica
Het gemarkeerde deel van het taalgebruik, het opvallende of afwijkende, is dan datgene wat regionaal bepaald is (regiolect of dialect), dan wel sociaal bepaald (sociolect) of persoonsgebonden (idiolect).

## Idiolect
In de praktijk is het idiolect het samenstel van individuele spraakgewoonten, karakteristiek voor een bepaalde spreker. Hieronder valt ook te verstaan: het gebruik van bepaalde spraakgewoonten die weliswaar op zichzelf regelmatig, dus ongemarkeerd, zijn, maar die door de spreker op opvallende of veelvuldige wijze worden gebruikt. Hier kan dus van een frequentiecriterium sprake zijn. Te denken valt aan:
- het gebruik van bepaalde stopwoorden (ja toch?)
- het gebruik van bepaalde constructies, al dan niet substandaard (Ik heb hem gisteren heb ik hem nog gezien)
- het gebruik van bepaalde uitdrukkingen. (Als een spreker vaak de uitdrukking uit de aard der zaak gebruikt, betreft het waarschijnlijk een persoonlijke gewoonte)
- het gebruikte deel van de woordenschat (dus van alle woorden die een taal heeft)

Al deze persoonlijke kenmerken vormen tezamen het idiolect, waarbij echter onderscheid gemaakt moet worden met het sociolect van de spreker. Zo doen de stopwoorden weet je eerder denken aan straattaal, terwijl weet je wel de taal van de hippiecultuur suggereert. In beide gevallen gaat het dan om sociaal bepaald taalgebruik, en dus om het sociolect.